# Бузмон
Бузмон (фр. Bouzemont) је насеље и општина у североисточној Француској у региону Лорена, у департману Вогези која припада префектури Епинал.
По подацима из 2011. године у општини је живело 57 становника, а густина насељености је износила 11,47 становника/km². Општина се простире на површини од 4,97 km². Налази се на средњој надморској висини од 355 метара (максималној 413 m, а минималној 297 m).

## Демографија
| 1962. | 1968. | 1975. | 1982. | 1990. | 1999. | 2011. |
| ----- | ----- | ----- | ----- | ----- | ----- | ----- |
| 59    | 61    | 38    | 32    | 30    | 44    | 57    |

График промене броја становника у току последњих година